# Segenau
Segenau (niem. Segenau, Sägenau, pol. Zygnał, Sygnał) – typowo śląska kolonia domów w Kaletach powstała w 1912 r. staraniem rodziny Henckel von Donnersmarck. Przeznaczona była dla rodzin robotników zatrudnionych w kaletańskich zakładach księcia Donnersmarcka (fabryka celulozy i papieru, tartak). Genezą nazwy są „błonia należące do tartaku” (niem. Sege - „piła”, „tartak”, Aue - „błonie”). Segenau znalazło się w granicach Polski na początku 1922 r. 
Każda z rodzin miała do dyspozycji jedną czwartą część domu. Na mieszkanie składały się: duża kuchnia, pokój sypialny, pokoik na piętrze oraz piwnica. Ponadto każda rodzina miała do dyspozycji drewnianą ubikację poza mieszkaniem, za budynkiem gospodarczym. Do dyspozycji stało również małe pomieszczenie, w którym hodowano inwentarz domowy. Na strychu budynku gospodarczego było miejsce na składowanie paszy na okres zimowy. Do dyspozycji wszystkich mieszkańców kolonii Segenau stał tzw. "piekarniok", w którym kobiety wypiekały raz w tygodniu duże bochny chleba na cały tydzień.
Na osiedlu Segenau, tuż przy samym lesie, mieszkał gajowy. Posiadał pod swoją opieką obszar lasu księcia Donnersmarcka sięgający do Kolonii Strzebińskiej. Dysponował połową domu, w innych przypadkach przewidzianego dla czterech rodzin. Ulica osiedlowa oryginalnie otrzymała nazwę Graf-Reden-Straße (ulica hr. Redena). Obecny jej patron, Antoni Gawlik, był w okresie międzywojennym wieloletnim naczelnikiem gminy Kalety, zwolennikiem polskości na tym terenie. 